# العرض (ظلمة)

تعديل مصدري - تعديل

العرض  هي إحدى حارات حي ظلمة بمدينة ظلمة أحد مدن محافظة إب، بلغ تعداد سكانها 191 نسمة حسب تعداد اليمن لعام 2004.